# Золотая аратинга
Золотая аратинга (лат. Guaruba guarouba) — вид попугаев, распространённых в Амазонии.

## Внешний вид
Длина тела 35-38 см, хвоста около 16 см. Окраска оперения золотисто-жёлтая. Вокруг глаз имеется неоперённая белая зона. Маховые перья и оперение среднего надкрылья тёмно-зелёного цвета. Хвост жёлтый. Клюв мощный, большой и светлый.

## Распространение
Обитает на северо-востоке Бразилии, ареал ограничен отдельными участками в междуречье низовий рек Тапажос и Токантинс.

## Образ жизни
В природе живут парами или маленькими стаями за исключением сезона размножения. Населяют леса ближе к воде. Предпочитают верхушки деревьев, быстро перелетая с одного дерева на другое. Шумные птицы, пронзительный крик которых можно услышать издалека.

## Размножение
Гнездятся в дуплах деревьев. В кладке 3-5 яиц. Насиживание продолжается около 22 дней, но птенцы покидают гнездо только через 6-7 недель.

## Угрозы и охрана
Привлекательная окраска и неприхотливость этих попугаев к условиям содержания в неволе привели к массовому их отлову, но больший вред популяции нанесло уничтожение коренных местообитаний. Уже к середине XX века эти попугаи стали редкими в природе. В настоящее время относится к исчезающим видам. Формально находится в Бразилии под охраной.

## Галерея

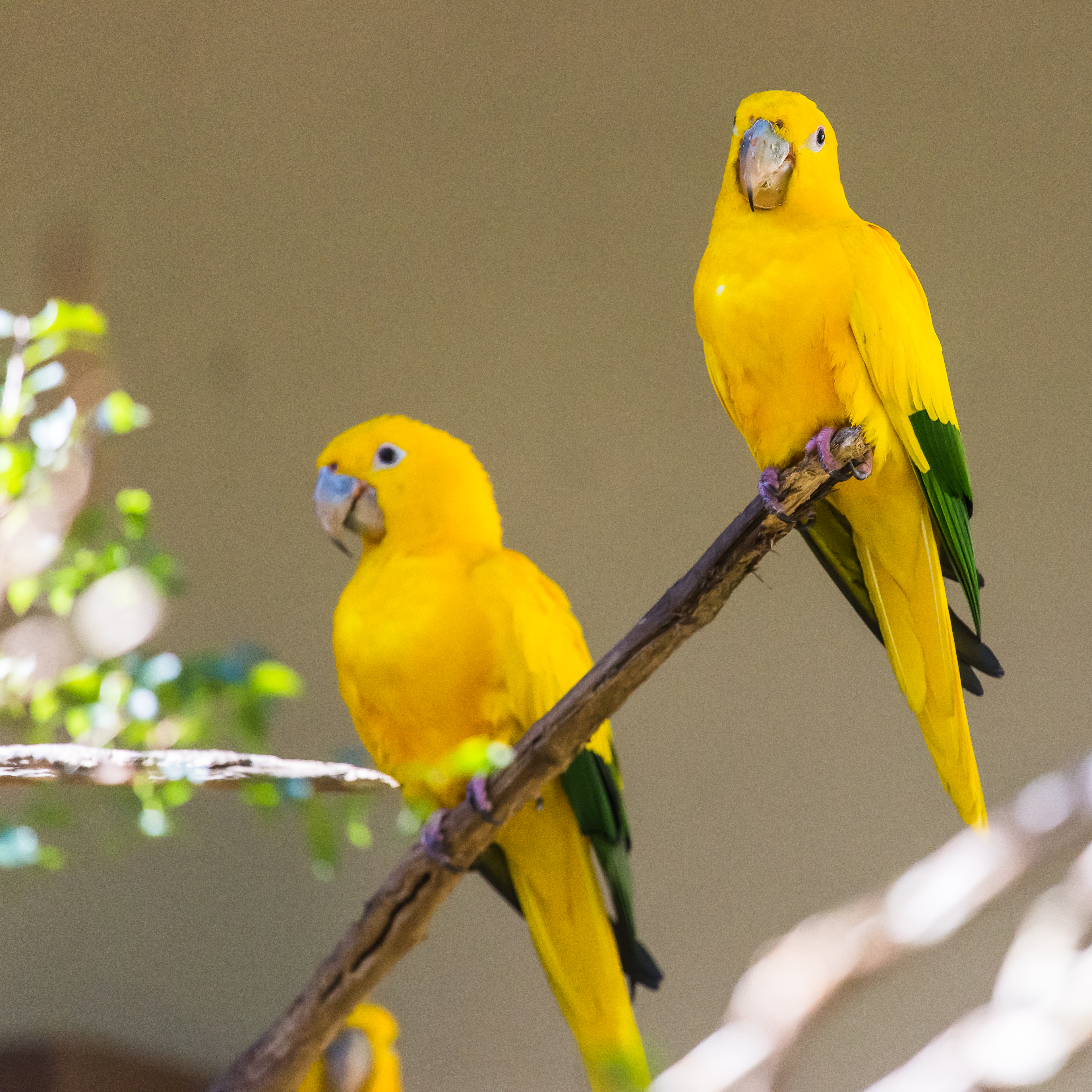
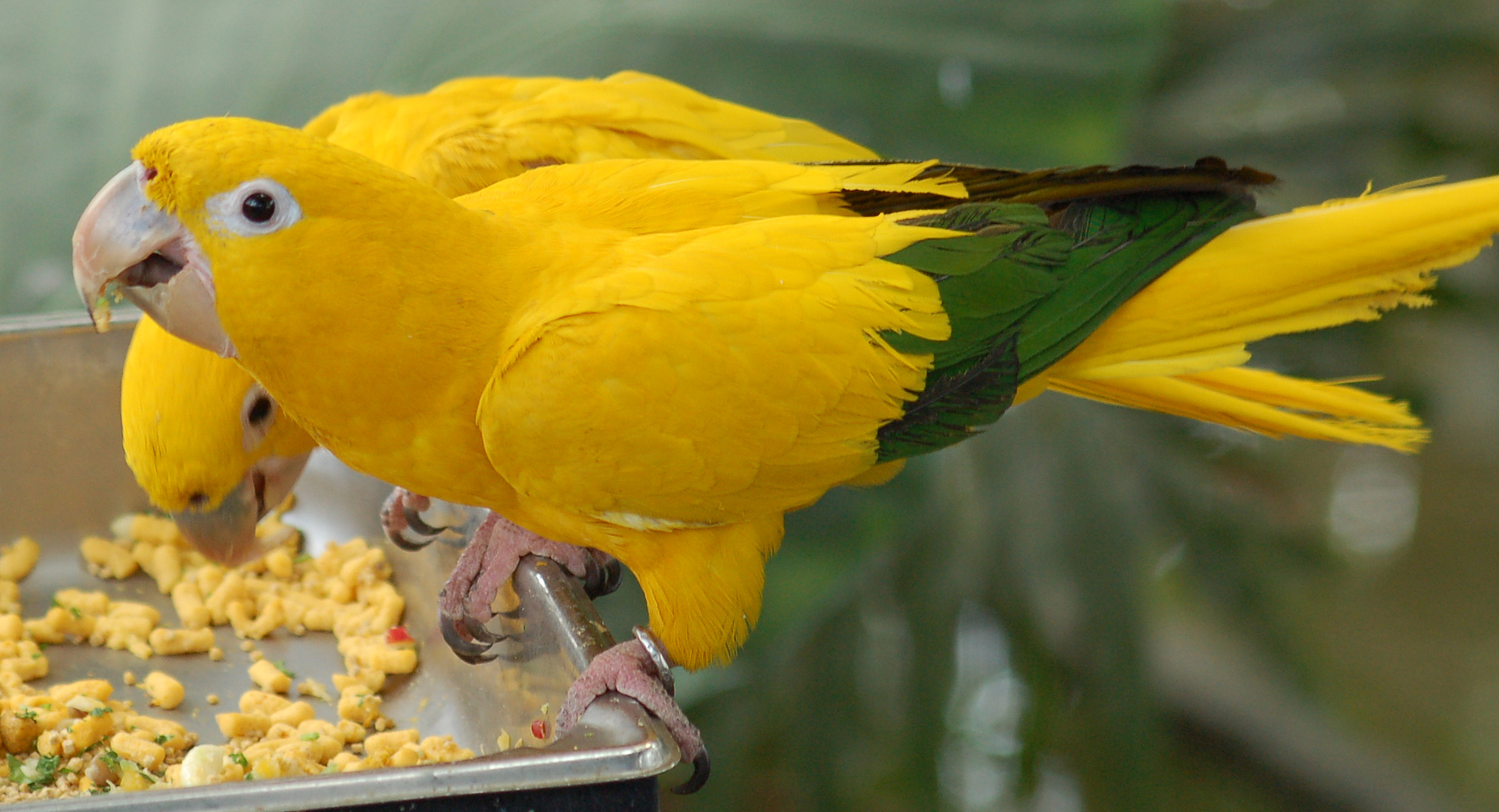
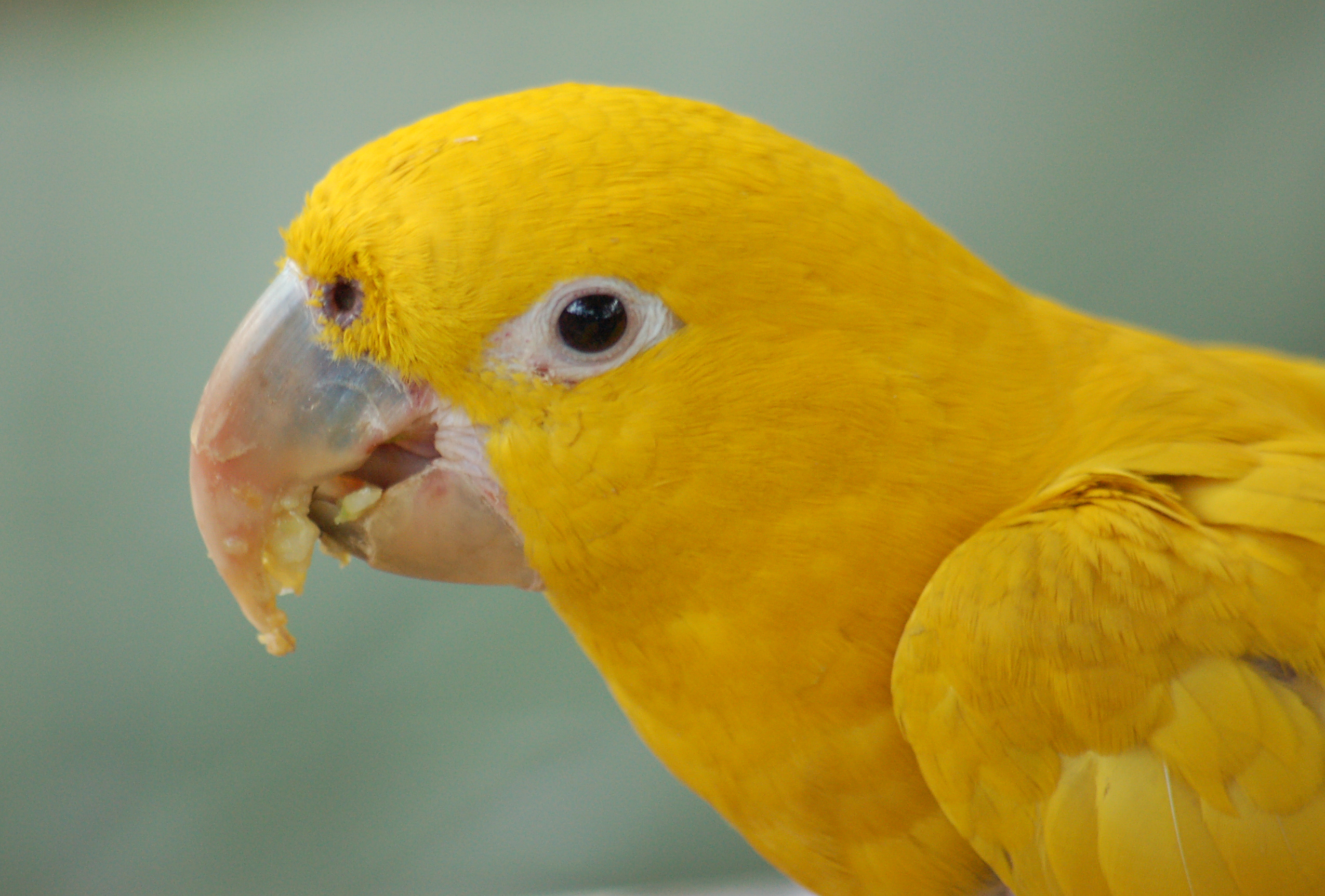
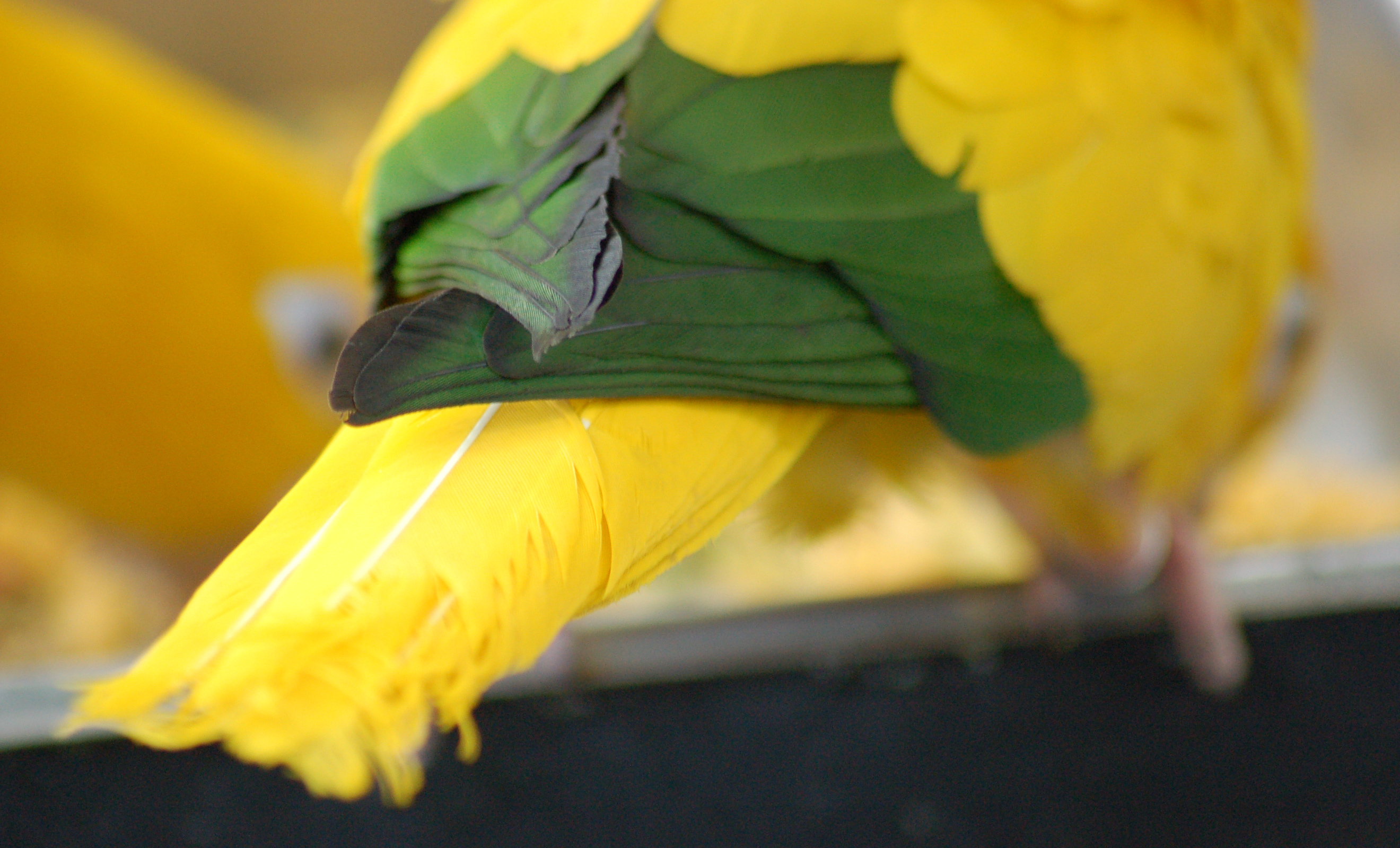
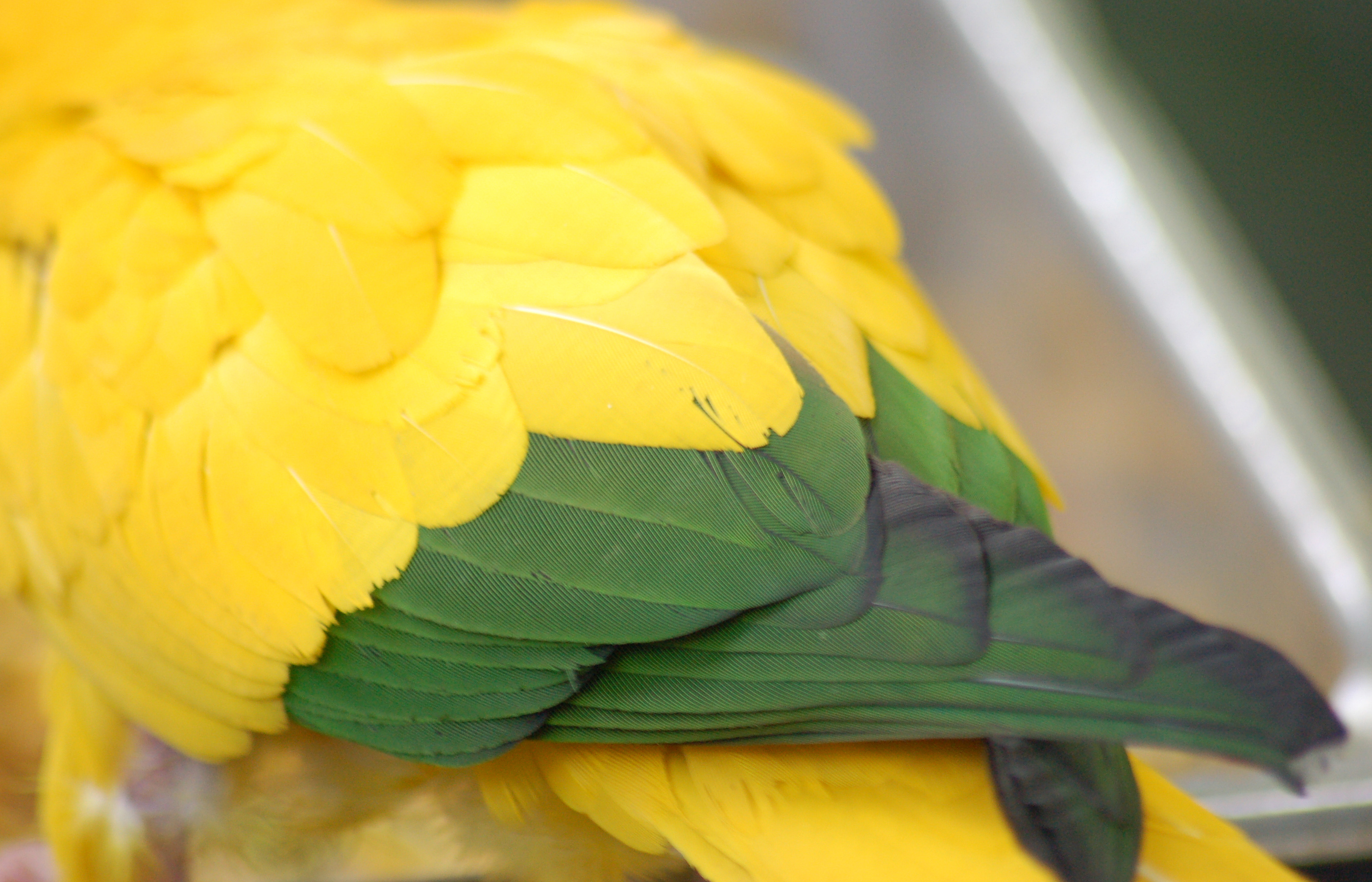
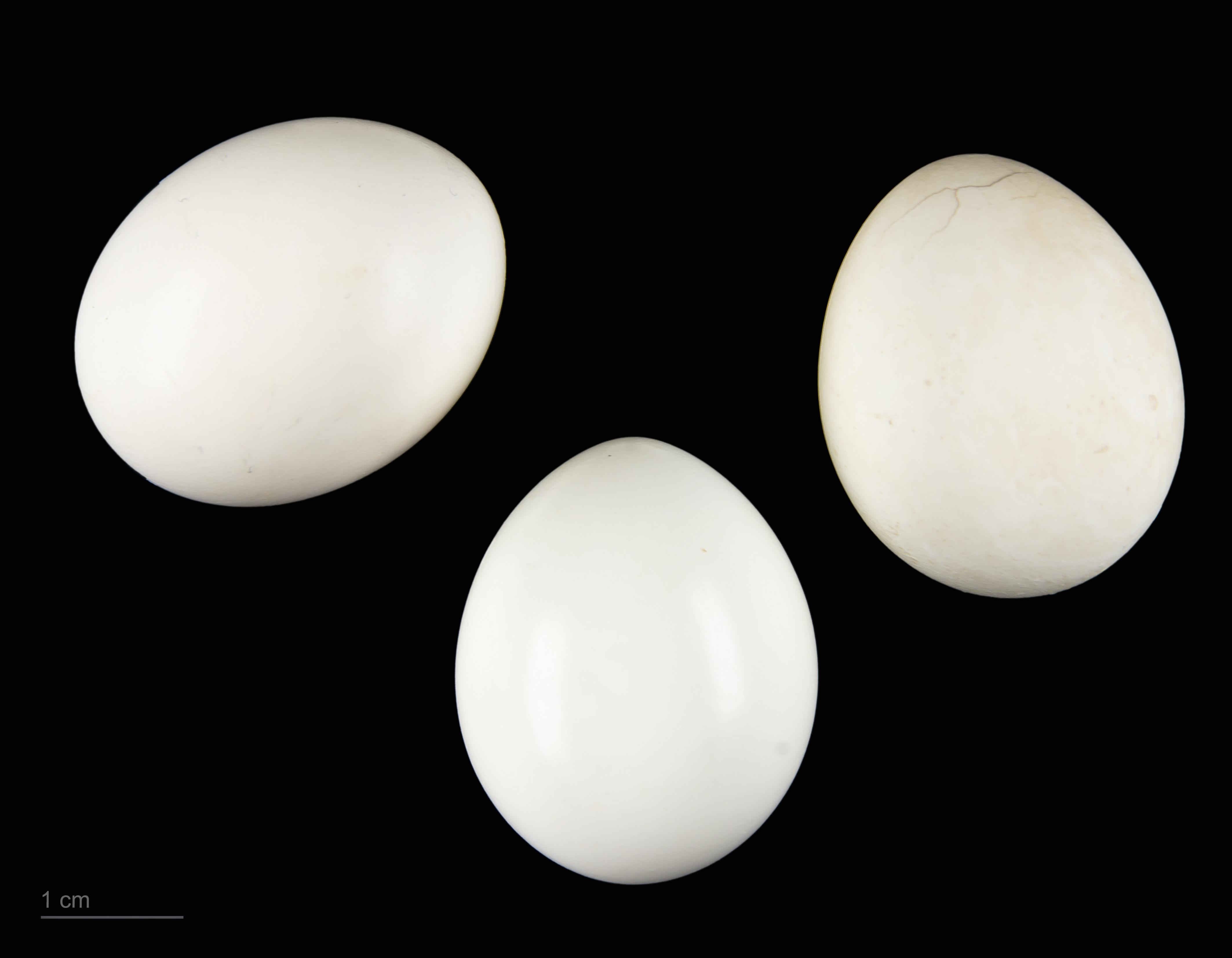
яйцо Guaruba guarouba -  Тулузский музеум